# Cocotropus roseus
Cocotropus roseus е вид лъчеперка от семейство Aploactinidae. Видът не е застрашен от изчезване.

## Разпространение и местообитание
Разпространен е в Индия и Малдиви.
Обитава океани и морета.

## Описание
На дължина достигат до 4,3 cm.